# یانگ لاچلان
یانگ لاچلان (به انگلیسی: Young Lachlan) یک کشتی بود.